# Система протиракетної оборони НАТО

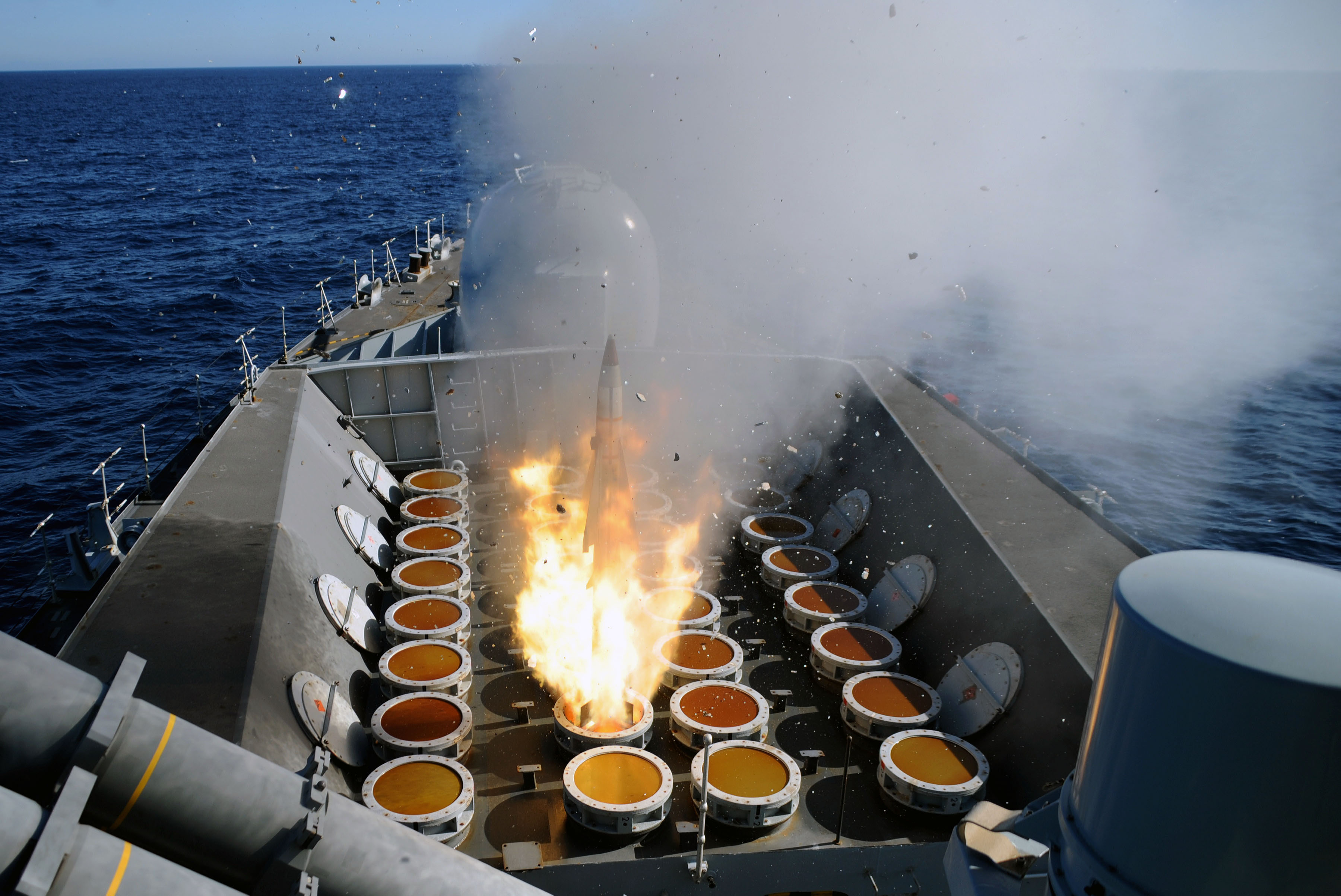
Запуск ракети-перехоплювача з корабля Британських ВМС

Організація Північноатлантичного договору (НАТО) будує системи протиракетної оборони у Середземному морі та на територіях декількох європейських держав-членів НАТО. Направленість цієї системи з початку свого існування змінювалося велику кількість разів, в тому числі у напрямку протидії агресії зі сторони Росії.

## Передумови
Розгортання протиракетної оборони було розпочалося 2002 року після ухвалення плану на Празькому саміті. В обговоренні брали участь представники командування і управління НАТО, а також директори оборонних підприємств держав-членів НАТО. Під час обговорень було зроблено висновок, що протиракетну оборону технічно можливо розгорнути, але для реального її розміщення на території деяких держав необхідно провести тривалі політичні та військові переговори. Сполучені Штати вели переговори з Польщею і Чехією протягом кілька років для отримання дозволу щодо розгортання ракет-перехоплювачів та системи радіолокації в цих країнах уряди обох країн після тривалих перемовин зголосилися дати дозвіл на розгортання системи.
У квітні 2007 року європейські союзники НАТО звернулися з проханням розгорнути системи ПРО НАТО, яка повністю доповнить американську національну протиракетну систему, для захисту Європи від ракетних ударів. Північноатлантична рада провела консультації щодо протиракетної оборони одразу з надходженням запиту, зваживши на такий високий рівень звернення У відповідь на це прем'єр-міністр Росії Володимир Путін зауважив, що таке розгортання може привести до нової гонки озброєнь і значно підвищує ймовірність взаємного знищення. Він також заявив, що його країна припинить дію підписаної з НАТО у 1990 році угоди про збройні сили в Європі, що обмежував військові розгортання на території всього континенту Генеральний секретар НАТО Яап де Гооп Схеффер стверджував, що система не буде впливати стратегічний баланс сил або загрожувати Росії, так як план розгортання передбачував всього десять ракет-перехоплювачів у Польщі та відповідного радара в Чехії
14 липня 2007 року Росія заявила про свій призупинення угоди про розгортання збройних сил у Європі, протягом наступних 150 днів 14 серпня 2008, Сполучені Штати і Польща дійшли згоди щодо місця розміщення бази з десятьма ракетами-перехоплювачами MIM-104 Patriot. Це відбулося в той час, коли велика напруга у відносинах між Росією і більшістю країн НАТО фактично призвела до ядерної загрози Польщі з боку Росії, вразі продовження будування системи. 20 серпня 2008 США і Польща підписали угоду про колективну оборону, в той час як Росія в Норвегії повідомила про призупинення зв'язку з НАТО
Під час Бухарестського саміту, альянсом обговорювалися технічні деталі, а також політичні та військові наслідки розгортання запропонованих елементів системи протиракетної оборони США в Європі. Лідери країн НАТО визнали, що плановане розміщення на території Європи ПРО США допоможе значно підняти рівень захисту союзників, і погодились, що розвиток архітектури протиракетної оборони, повинен бути невід'ємною частиною майбутнього НАТО. У серпні 2008 року Польща і США підписали попередню угоду, щодо розміщення частини щита ПРО в Польщі, пов'язаного з РЛС в Чехії Більше 130 000 чехів підписали петицію з вимогою провести референдум з питань розміщення РЛС

## Активна система протиракетної оборони

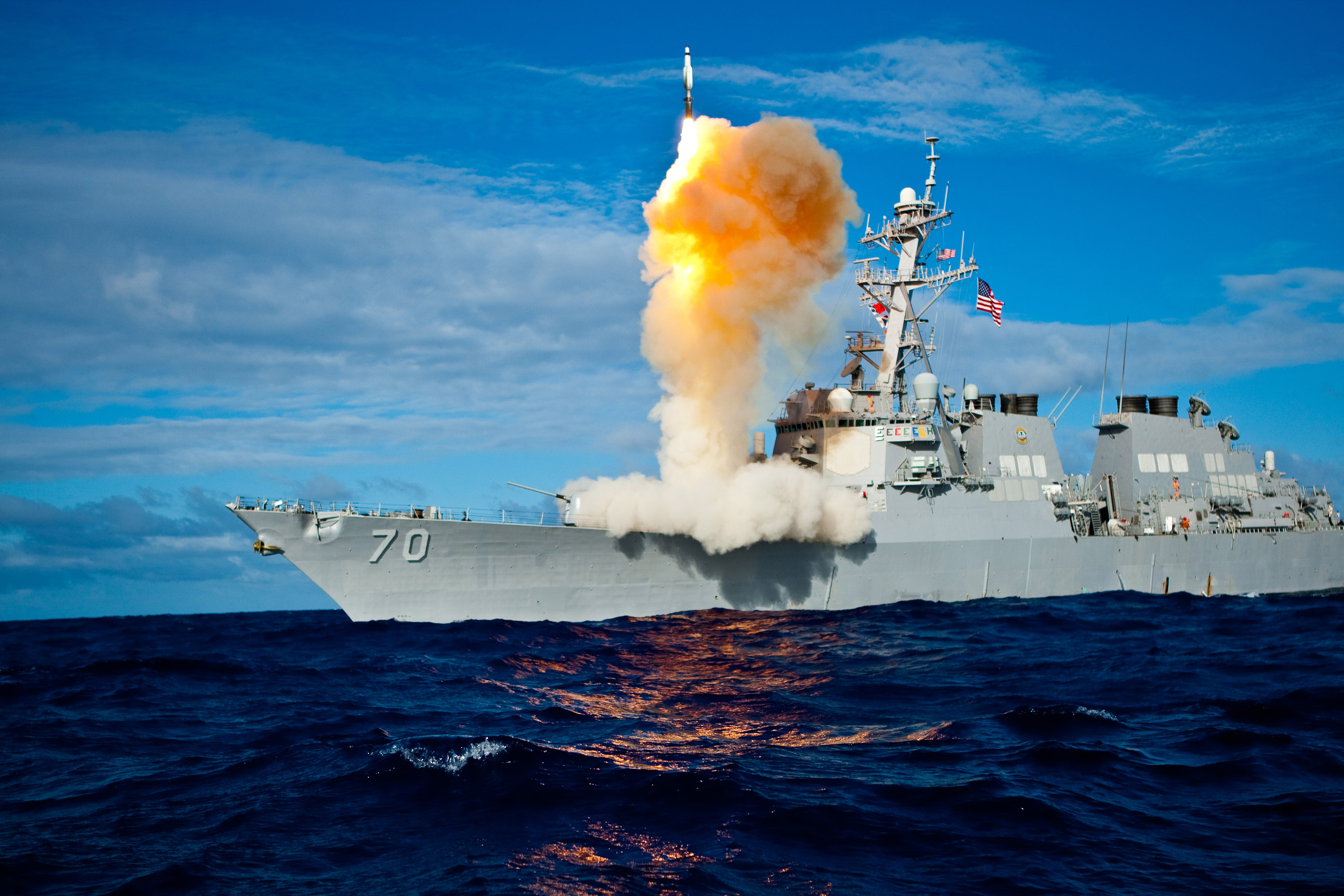
Активна протиракетна оборона у дії

17 вересня 2009 президент США Барак Обама оголосив, що плановане розгортання перехоплювачів ПРО дальньої дії і устаткування в Польщі і Чехії буде припинено, і що захист від ракет малої і середньої дальності буде здійснюватися за допомогою систем розміщених на кораблях. Після зміни в планах, президент Росії Дмитро Медведєв заявив, що Росія також призупиняє розгортаннякомплексів Іскандер поблизу Калінінграду. Обидва скасування розгортання були наслідком заяви Генерального секретаря НАТО Андерса Фог Расмуссена, котрий закликав до стратегічного партнерства між Росією і альянсом, зокрема у технічному співробітництві в питаннях розвитку систем протиракетної оборони двох сторін.
Згідно інформаційного бюлетеня про політику США щодо протиракетної оборони за вересень 2009 року, Білий дім спланував поетапний, адаптивний підхід щодо протиракетної оборони в Європі, який містив чотири етапи:
- Перший етап (терміном до 2011 року) — розгортання поточних та перевірених системи протиракетної оборони, доступних протягом найближчих двох років, в тому числі ракет-перехоплювачів морського базування перехоплювача, а також наземних та морських переносних систем радіолокаційного спостереження передового базування, для вирішення питання загроз балістичних ракет Європі, а також нашим персоналу розгорнутому на даній території;
- Другий етап (терміном до 2015 року) — після проведення відповідного тестування, розгортання нових версій ракет-перехоплювачів, як в морській так і наземній конфігурації, і більш сучасних систем спостереження, розширення охоплюваної території для захисту від ракет малої та середньої дальності;
- Третій етап (терміном до 2018 року) — після остаточного доопрацювання системи протиракетної оборони, її тестування та атестації, розгортання її для протидії сучасним зразкам ракет;
- Четвертий етап (терміном до 2020 року) — розгортання системи направленої на боротьбу з МБР, які потенційно становлять загрозу для США.

Розгортання військових кораблів оснащених системою ракет-перехоплювачів почалося після промови Обами у вересні 2009 року. Ці ракети доповнюють вже розгорнуті американські системи MIM-104 Patriot. Спочатку Росія підтримувала цей план, але коли корабель ВМС США Монтерей розгорнув систему у чорному морі, МЗС Росії виступило з заявою, висловивши занепокоєння з приводу таких дій.
4 лютого 2010 року Румунія погодилася розгорнути на своїй території систему ПРО, починаючи з 2015 року. Перший елемент нової радіолокаційної станції системи раннього попередження був розгорнутий в містечку Малатья в Туреччині 16 січня 2012. Інші частини системи протиракетної оборони планується розмістити в Португалії, Польщі, Румунії та Іспанії. У вересні 2011 року НАТО запропонував Індії стати партнером в розгортанні системи ПРО.
У вересні 2011 року Білий дім випустив підсумковий звіт, який повідомляє про поетапний адаптивний підхід розвитку Європейської ПРО, в якому було детально розписано здобутки в реалізації системи протиракетної оборони НАТО в Європі. А також доповнював попередні пункти:
- Перший етап (терміном до 2011 року) будуть розглянуті загрози від балістичних ракет середньої дальності, що розгортаються на даний момент. Розгортання протиракетної оборони корабельного базування обладнаних перевіреними перехоплювачами. У березні цього року корабель ВМС США «Монтерей» став першим кораблем в Середземному морі на постійній ротації для розгортання системи ПРО. Перший етап також передбачає розгортання наземних систем раннього попередження, які Туреччина погодилася прийняти як частину плану протиракетної оборони НАТО.
- Другий етап (терміном до 2015 року) розширення зони покриття проти балістичних ракет малої і середньої дальності за допомогою розгортання наземної бази ракет-перехоплювачів в Румунії та впровадження потужнішої системи перехоплення. 13 вересня, США і Румунія підписали угоду про співпрацю в галузі ПРО. Після ратифікації це дозволить Сполученим Штатам будувати, обслуговувати і експлуатувати наземні ПРО в Румунії.
- Третій етап (терміном до 2018 року) буде збільшено зону охоплення проти балістичних ракет малої і середньої дальності за допомогою додаткової наземної бази ракет-перехоплювачів у Польщі та за рахунок розгортання новітніх систем. Польща погодилася розмістити базу ракет-перехоплювачів в жовтні 2009 року, і на сьогоднішній день ця угода набула чинності.
- Четвертий етап (терміном до 2020 року) буде охоплювати повне оновлення системи ПРО, а також протидію потенційній майбутній загрозі міжконтинентальних балістичних ракет з Близького Сходу, шляхом розгортання ракет-перехоплювачів нового покоління.

Під час Чиказького саміту лідери країн НАТО заявили, що система протиракетної оборони досягла повної готовності на даний момент. Готовність на даний момент означає, що основні елементи були протестовані і можливість контролю була встановлена у штаб-квартирі авіаційного командування НАТО — Рамштайн, Німеччина, також були підключені датчики і ракети-перехоплювачі держав союзників НАТО. Це також означає, що американські кораблі в Середземному морі і радіолокаційні системи Туреччини були поставлені під командуванням НАТО на німецькій базі. «Наша система зв'яже разом активні системи ПРО різних рівнів — супутників, кораблів, радарів і рекет-перехоплювачів під командуванням і управлінням НАТО. Це дозволить нам захищатися від загроз у Євроатлантичному регіоні», сказав генеральний секретар НАТО Андерс Фог Расмуссен
Довгострокова мета НАТО полягає в об'єднанні ПРО, що належать окремими союзниками в єдину систему оборони, таку що повністю охопить і захистить усе європейське населення, території та сили НАТО, від використання балістичних ракет. Ця мета, за попередніми розрахунками, буде реалізована десь між кінцем 2010-х років і на початку 2020-х років З цією метою в Іспанії буде розгорнуто чотири кораблі США, з ракетами-перехоплювачами на борту у військово-морському порті міста Рот, в той час як Польща і Румунія погодилася розмістити на суходолі американські ракети в найближчі роки.
У доповіді 2012 рахункова палата США заявила, що перехоплювачі четвертої фази не можуть бути розміщені в запланованих місцях, що призводить до зменшення обороноздатності США Завершення цієї фази було заплановано до 2020 року, але через скорочення фінансування в Конгресі попередньо відкладається до 2022 року.